# Dietmar Woidke
Dietmar Woidke, född 22 oktober 1961 i Naundorf vid Forst i Östtyskland, är en tysk socialdemokratisk politiker tillhörande partiet SPD.  Han är sedan 28 augusti 2013 förbundslandet Brandenburgs ministerpresident och delstatsregeringschef, efter att den 26 augusti valts till ordförande för SPD-distriktet Brandenburg.  Woidke efterträdde Matthias Platzeck, som avgick av hälsoskäl. Efter valet i september 2014 omvaldes Woidkes vänsterkoalition mellan SPD och Die Linke som regeringsmajoritet i Brandenburg. I rollen som ministerpresident är Woidke även enligt gällande turordning ordförande för Tysklands förbundsråd under perioden 1 november 2019 – 31 oktober 2020, och därmed Tysklands förbundspresidents ställföreträdare.
Woidke är till yrket ursprungligen lantbruksingenjör och har en diplomingenjörsexamen från Humboldtuniversitetet i Berlin.  Han inträdde i SPD 1993 och är sedan 1994 ledamot av Brandenburgs lantdag. Från oktober 2010 till augusti 2013 var Woidke Brandenburgs inrikesminister. Dessförinnan var han 2009 till 2010 gruppledare för SPD i Brandenburgs lantdag.  
Han är bosatt i sitt tidigare föräldrahem utanför Forst in der Lausitz och är omgift, i sitt andra äktenskap.  Woidke har en dotter från det tidigare äktenskapet, född 1987, och lever tillsammans med hustrun och hennes dotter från ett tidigare äktenskap.  Han är medlem av Tysklands evangeliska kyrka.
Som inrikesminister genomförde han en större reform av polisväsendet i Brandenburg.  Woidke har även 2006-2010 varit ordförande för Brandenburgs cykelsportförbund.